# کونیگسباخ-شتاین
کونیگسباخ-شتاین (به آلمانی: Königsbach-Stein) یک شهر در آلمان است که در انتسکرایس واقع شده‌است. کونیگسباخ-شتاین ۹٬۸۳۹ نفر جمعیت دارد.